# 指出一正
指出 一正（さしで かずまさ、1969年 - ）は、群馬県出身の日本の編集者。未来をつくるSDGsマガジン『ソトコト』の編集長。同誌の発行元は株式会社ソトコト・プラネット。

## 来歴・人物
1969年群馬県高崎市生まれ。高崎市立片岡小学校、高崎市立片岡中学校、群馬県立高崎高等学校を経て、1988年上智大学法学部国際関係法学科に入学。
高崎高等学校は学生の自主性を尊重した校風で、「自主カット」と称して午後の授業を早退し、近くの川や湖に行っては釣りをする高校時代を過ごす。
上智大学時代は、猪口邦子と緒方貞子の元で国際平和を学びながら、山岳系サークルの「ソフィアバックパッキングクラブ」に在籍し、日本各地の山や中山間地域、離島を訪れていた。クラスメイトとつくった「ラーメンを食べるサークル」にも属し、環七、中央線のラーメン店を食べ歩く。卒業論文は水鳥の保護と湿地の保存に関するラムサール条約について執筆。
1992年、上智大学在学中に株式会社山と溪谷社発行の雑誌『Outdoor』編集部でアルバイトを始める。
同年7月、フジテレビのクイズ番組「カルトQ」ルアーフィッシングの回に出演し優勝、カルトキングに。その後、アウトドア雑誌や釣り雑誌、ライフスタイル雑誌の創刊に携わる。
2004年、株式会社トド・プレスに『ソトコト』の副編集長として入社。
2011年6月には『ソトコト』の編集長に就任。日本各地の多世代の人々の元を訪ね歩き、地方圏での新たな地域づくりの担い手として期待されている「関係人口」の提唱者の一人とされている。
趣味はフライフィッシング。イワナとタナゴの生息域から地域の豊かさを捉え直している。

## 関係人口
「関係人口」とは、移住した「定住人口」でもなく、観光に来た「交流人口」でもない、地域や地域の人々と多様に関わる人々のことを指す概念。
地方圏は、人口減少・高齢化により、地域づくりの担い手不足という課題に直面しているが、地域によっては若者を中心に、変化を生み出す人材が地域に入り始めており、「関係人口」と呼ばれる地域外の人材が地域づくりの担い手となることが期待されている。

## まちづくりとまち仕事の求人サイト『イタ』
指出一正がプロデューサーを務める、ローカルのまちづくりと、まちしごとの（ちょっぴり荒削りな）求人サイト。

## 自治体との関係・取り組み
関係人口を育成するプログラムや、「編集」「サスティナビリティ」について学ぶ、地方自治体との取り組みを多数実施。自治体のアドバイザーなども務める。
- 島根県「しまコトアカデミー」メイン講師[9]
- 奈良県「奥大和アカデミー」メイン講師[10]
- 奈良県下北山村「奈良・下北山 むらコトアカデミー」メイン講師[11]
- 福井県大野市「越前おおの みずコトアカデミー」メイン講師[12]
- 和歌山県田辺市「たなコトアカデミー」メイン講師[13]
- 秋田県湯沢市「ゆざわローカルアカデミー」メイン講師[14]
- 鹿児島県鹿児島市「かごコトアカデミー」メイン講師[15]
- 奈良県奥大和「サスティナブルデザインスクール」メイン講師[16]
- 高知県・津野町「地域の編集学校 四万十川源流点校」メイン講師[17]
- 福島県郡山市「こおりやま街の学校」学校長[18]
- 富山県「とやまつながるラボ」メイン講師[19]
- 奈良県「奥大和で会いましょう。」企画監修[20]
- 静岡県「『地域のお店』デザイン表彰」審査委員長[21]
- 岡山県真庭市政策アドバイザー[22]
- 富山県「くらしたい国、富山」推進本部本部員[23]
- 栃木県宇都宮市「カマクリ協議会（釜川周辺の特色あるエリアづくりに向けた官民連携による協議会）」委員[24]
- 群馬県「群馬県過疎有識者会議」委員[25]
- やまがたアルカディア観光局「ライク・ア・バードokitama」総合監修・ナレーター[26]
- 山形県・金山町「カネヤマノジカンデザインスクール」メイン講師[27]
- 山形県・小国町「白い森サスティナブルデザインスクール」メイン講師[28]
- 奥大和地域誘客促進事業実行委員会、奈良県、吉野町、天川村、曽爾村「MIND TRAIL  奥大和 心のなかの美術館」エリア横断キュレーター[29]
- 島根県松江市「and YOU  松江市関係人口プロジェクト」メイン講師[30]
- 高知県高知市「エディットKAGAMIGAWA」メイン講師[31]
- 高知県高知市「高知・鏡川 RYOMA流域学校」メイン講師[32]
- 未来へつなぐ道後まちづくり実行委員会「道後オンセナート2022」クリエイター[33]
- 山形県長井市「長井市観光計画策定委員会」アドバイザー[34]
- 公益社団法人 福島相双復興推進機構「ふくしま未来創造アカデミー」メイン講師
- 群馬県庁31階「ソーシャルマルシェ&キッチン『GINGHAM（ギンガム）』」プロデューサー
- JAPAN OUTDOOR LEADERS AWARD（JOLA）選考委員

## 官公庁の委員やメディア監修
官公庁や自治体の委員、メディアの監修等を多数務める。
- 内閣官房まち・ひと・しごと創生本部「わくわく地方生活実現会議」委員[35]
- 内閣官房まち・ひと・しごと創生本部「人材組織の育成・関係人口に関する検討会」委員[36]
- 内閣官房まち・ひと・しごと創生本部「地方創生有識者懇談会」委員[37]
- 内閣官房「水循環の推進に関する有識者会議」委員[38]
- 内閣官房「ふるさと活性化支援チーム」委員[39]
- 環境省「SDGs人材育成研修事業検討委員会」委員[40]
- 国土交通省「ライフスタイルの多様化と関係人口に関する懇談会」委員[41]
- 総務省「過疎地域自立活性化優良事例表彰委員会」委員[42]
- 総務省「過疎地域持続的発展優良事例表彰委員会」委員[43]
- 総務省「地域力創造アドバイザー」[44]
- 農林水産省「新しい農村政策の在り方検討会」委員[45]
- UR都市機構URまちづくり支援専門家[46]
- 林野庁「森林空間を活用した教育イノベーション検討委員会」委員[47]
- 内閣官房水循環アドバイザー[48]
- 環境省「SDGsローカルツアー」監修[49]
- 経済産業省 「2025年大阪・関西万博 日本館」クリエイター[50]
- 経済産業省「万博未来編集部ローカルツアーONLINE」総合監修[51]
- 一般社団法人 地域活性化センター「地域活性化センターシニアフェロー」[52]
- 地域総合整備財団（ふるさと財団）「地域再生マネージャー事業推進アドバイザー」[53]
- 上毛新聞「オピニオン21」委員[54]
- BS朝日「バトンタッチ SDGsはじめてます」監修[55]
- TOKYO MX「湖池屋SDGs劇場 サスとテナ」監修[56]
- 国土交通省「流域治水の自分事化検討会」委員
- 総務省「地域力創造推進に関する研究会」構成員
- 農林水産省「農山漁村発イノベーション中央サポートセンター検証委員会」委員

## 著書
- 『ぼくらは地方で幸せを見つける ~ソトコト流ローカル再生論~』（ポプラ新書）2016年12月

## 担当編集
- 『森とほほ笑みの国 ブータン』（木楽舎）2009年11月
- 『孫の力』（木楽舎）2011年7月号増刊
- 『僕たちは島で、未来を見ることにした』（木楽舎）2012年12月
- 『わたし、解体はじめました ~狩猟女子の暮らしづくり~』（木楽舎）2014年3月
- 『関係人口をつくる ~定住でも交流でもないローカルイノベーション~』（木楽舎）2017年10月
- 『ローカルベンチャー 地域にはビジネスの可能性があふれている』（木楽舎）2018年7月

## インタビュー・対談・イベントレポート
- まちづくり、地域にかかわるってかなり面白い（花王 くらしの研究）2016年11月15日
- 時代はソーシャル、そしてローカルへ。月刊『ソトコト』編集長・指出一正さん（ローカルメディア講座リポートその３）（森ノオト）2016年11月29日
- ソトコト編集長に聞く、移住に関するよくある誤解 - 「仕事がない? コミュニティに入りづらい?」（マイナビニュース）2017年1月6日
- ソトコト編集長に聞いた、地方で「幸せ」は見つかるの？（70seeds）2017年3月28日
- 「自分にしか見つけられない宝をビジネスに変えるチャンスがある」ソトコト編集長指出一正さんが語る、ローカルベンチャーの可能性（ローカルベンチャーラボ）2017年3月29日
- 指出 一正(さしで かずまさ)氏に聞く「自分ごととして関わればどの地域もおもしろい」（公益社団法人 日本建築家協会 関東甲信越支部）2017年5月
- 移住・定住をせずとも地域の仲間になる – ローカルジャーナリスト・田中輝美と『ソトコト』編集長・指出一正が語る「関係人口」とは（マイナビニュース）2017年9月29
- 私のオピニオン指出一正（JAグループ）
- 月刊誌「ソトコト」編集長に聞く、地方での起業に成功する方法（ニュースイッチ）2018年9月24日
- 旅をワクワクする心は、縁を引き寄せるパスポート（ルミネ CLASS ROOM） 2018年12月20日
- ＜シリーズ・ローカル再編のヒント＞ソトコト編集長・指出一正さんに聞く「関係人口とメディア」前編（Media Border）2019年1月21日
- ＜シリーズ・ローカル再編のヒント＞ソトコト編集長・指出一正さんに聞く「関係人口とメディア」後編（Media Border）2019年1月25日
- 【レポート】小さな視点で見つけるローカルの魅力 ～地域プロジェクトは『好き』から生まれる～ 前編（エコッツェリア）2019年4月4日
- 【レポート】小さな視点で見つけるローカルの魅力～地域プロジェクトは『好き』から生まれる～ 後編（エコッツェリア）2019年4月4日
- 【レポート】ぼくらは地方で幸せを見つける〜関係人口の実践者を増やす街づくり〜（うわじまシティブランディング）2019年7月3日
- 【レポート】宇和島が「本当に住んで幸せな街」「ローカルヒーローが生まれる街」になるには？《前編》（うわじまシティブランディング）2019年7月3日
- 【レポート】宇和島が「本当に住んで幸せな街」「ローカルヒーローが生まれる街」になるには？《後編》（うわじまシティブランディング）2019年7月3日
- 一番大事なのは「まちの幸せ」を目指すこと――関係人口インタビュー（1）指出一正さん（コクリ！プロジェクト）2019年7月31日
- 必要なのは「観光」案内所ではなく、「関係」案内所。ソトコト編集長・指出一正さんに聞く「関係人口」のゆくえ（SMOUT移住研究所）2019年9月19日
- 【第5回】1980年代、高崎。「BOØWY的価値観とマガジンハウス的価値観」の併存　指出編集長対談前編（くじラボ！）2019年12月5日
- 【第6回】　地方創生における企業の力と「地方色」の意味について　指出編集長対談後編（くじラボ！）2019年12月12日
- ソトコト編集長 指出一正氏に訊く!　ローカルを元気にする活動とアイデア- 日本を変える 創生する未来「人」その8（WirelessWire News）2019年12月25日
- 痛快なローカルベンチャーが世界に評価されていく時代　〜『ソトコト』編集長・指出一正さん×NPO法人森の生活 代表理事・麻生 翼さん対談（ローカルベンチャーラボ）2020年2月3日
- 環境省Presents「SDGsローカルツアー」in MASCOS HOTEL ソーシャル＆エコ・マガジン『ソトコト』編集長・指出一正氏トークイベント開催。（MASCOS HOTEL）2020年2月1日
- いきいき子育て応援特集号インタビュー（朝日ぐんま） 2020年3月13日
- 編集者であり、釣り人であり。「共感」を軸に地域の未来を見つめる。指出一正×馬場正尊（REWORK）2020年4月10日
- SAAI Wonder Online Session第1弾 ソトコト編集長・指出一正 × 古田秘馬対談 これから都市と地域の関係はどうなるのか？（三菱地所 xTECH）2020年7月17日
- 関係人口のまえとあと / 指出一正（まえとあと）2020年7月20日
- 指出さん、「釣り」について教えてください（遅いインターネット）
- かっこよく生きるには東京じゃなきゃ、なんてない。【前編】（LIFULL STORIES）2020年12月8日
- かっこよく生きるには東京じゃなきゃ、なんてない。【後編】（LIFULL STORIES）2020年12月15日
- ソトコト編集長指出さんインタビュー【前編】ずれていくことで生まれる豊かさ（流動創生）2020年12月9日
- ソトコト編集長指出さんインタビュー【後編】フレームの外にあるもの（流動創生）2020年12月10日
- SDGsでつくる やわらかい未来（安中市）
- 自然がある高崎市は立体的に見える（高崎市移住情報）
- 「海」を大切にすることが、「自分」を大切にすることにつながる。（海と食プロジェクト）2021年7月28日
- ソトコト編集長が語る「地方での起業」。注目が集まる背景と覚えておきたい基礎知識（AMERICAN EXPRESS）2021年9月13日
- 【福島・郡山】ローカルプロジェクトに興味がある人必見！指出一正×山崎亮×馬場正尊の「特別鼎談」〈前編〉（real local）2022年2月25日
- 【福島・郡山】ローカルプロジェクトに興味がある人必見！指出一正×山崎亮×馬場正尊の「特別鼎談」〈後編〉（real local）2022年2月25日

## メディア出演

### ラジオ
- ソトコトラジオ（2025年4月5日 - 、ミュージックバード）